# Aeropuerto Internacional de Cukurova

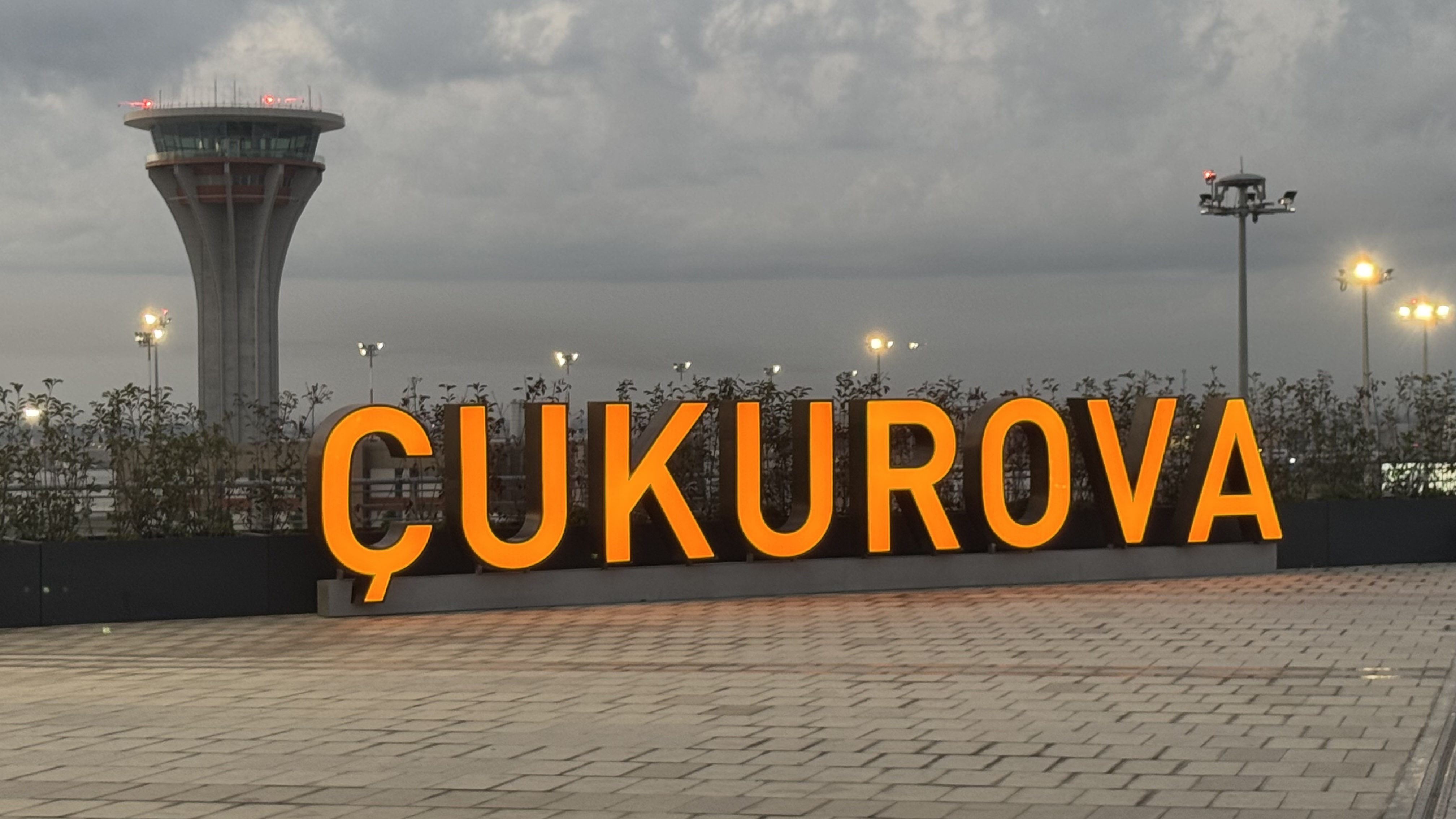
Mersin - Cukurova International Airport

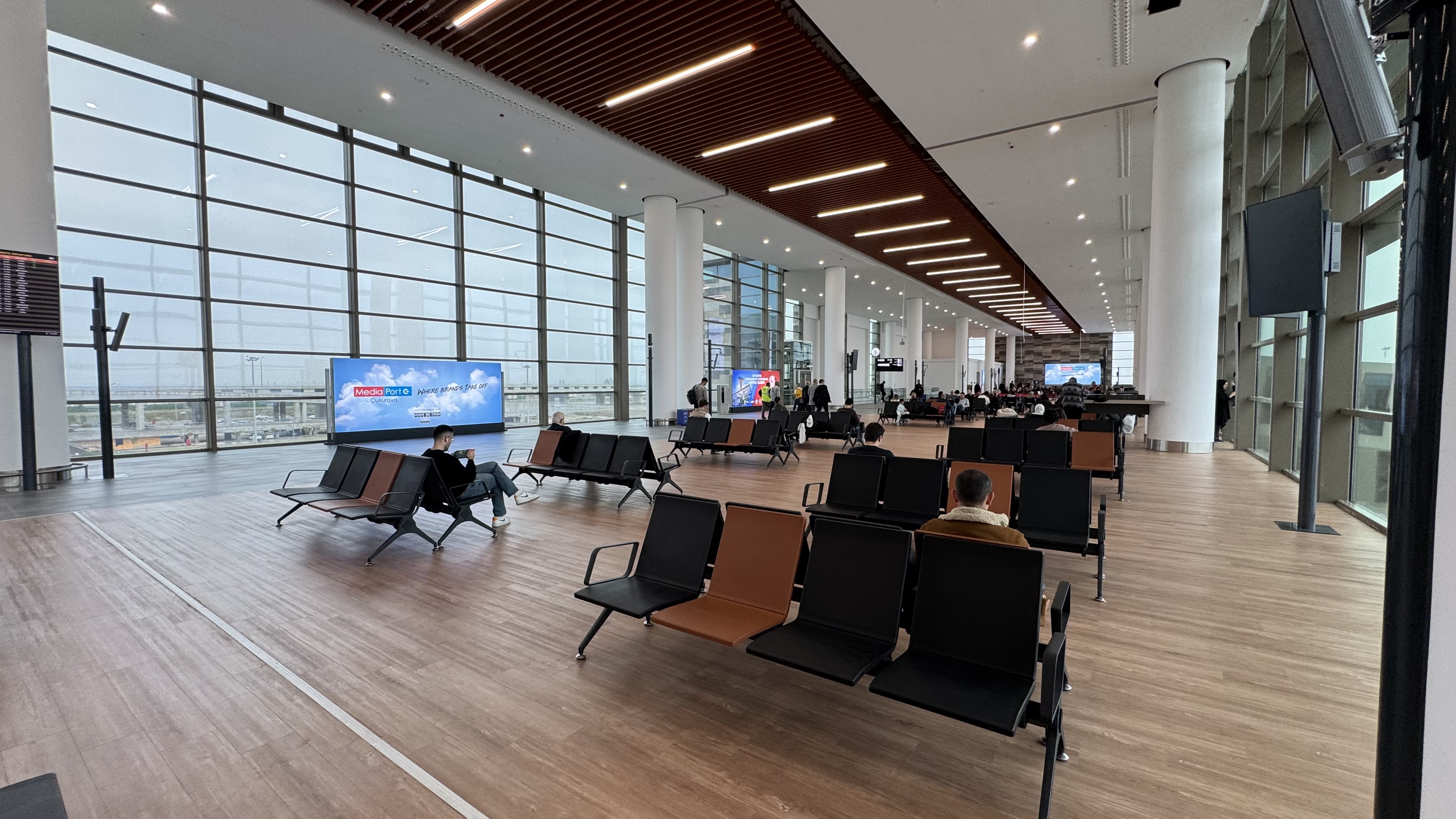
Mersin - Cukurova International Airport

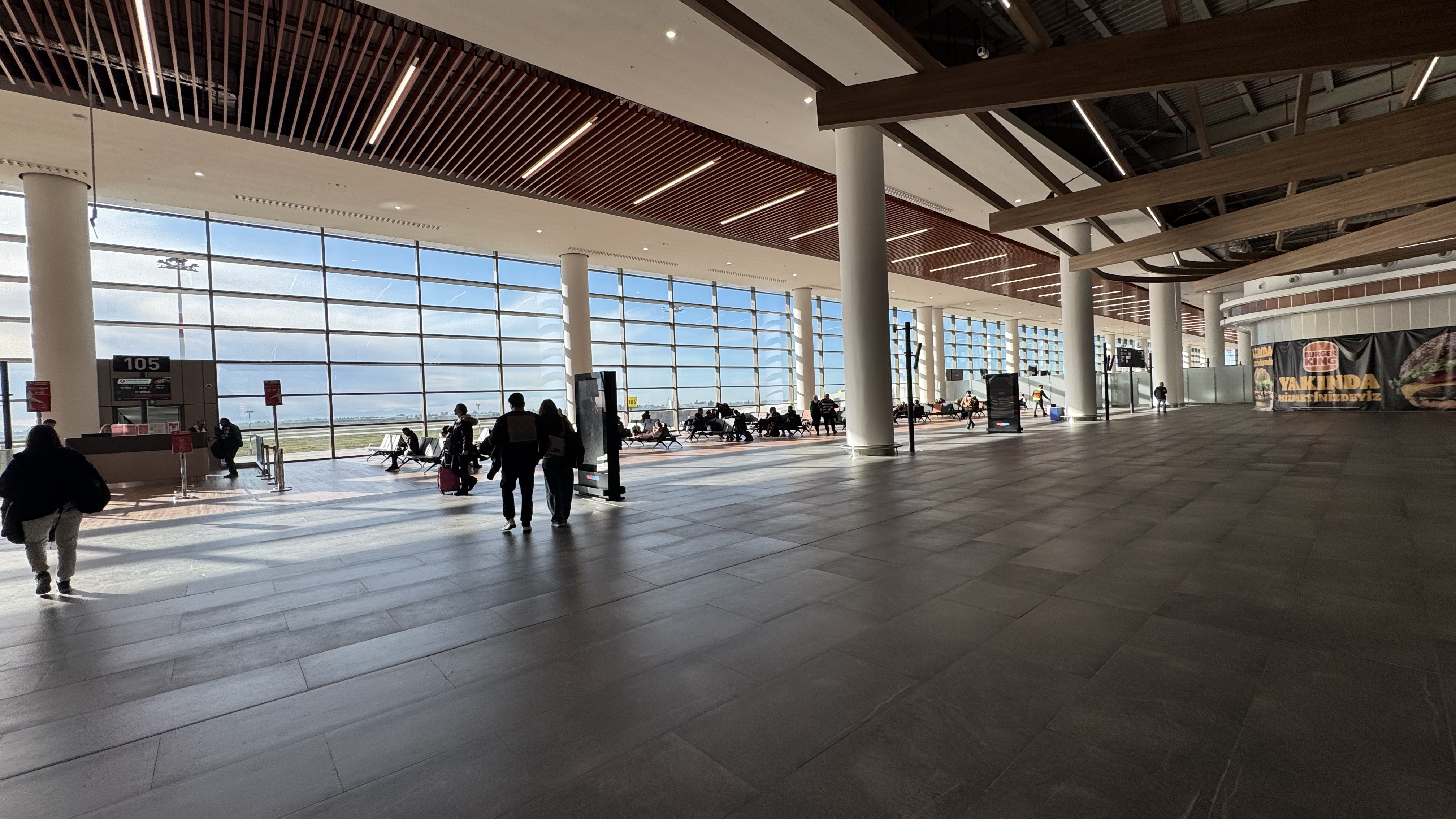
Mersin - Cukurova International Airport

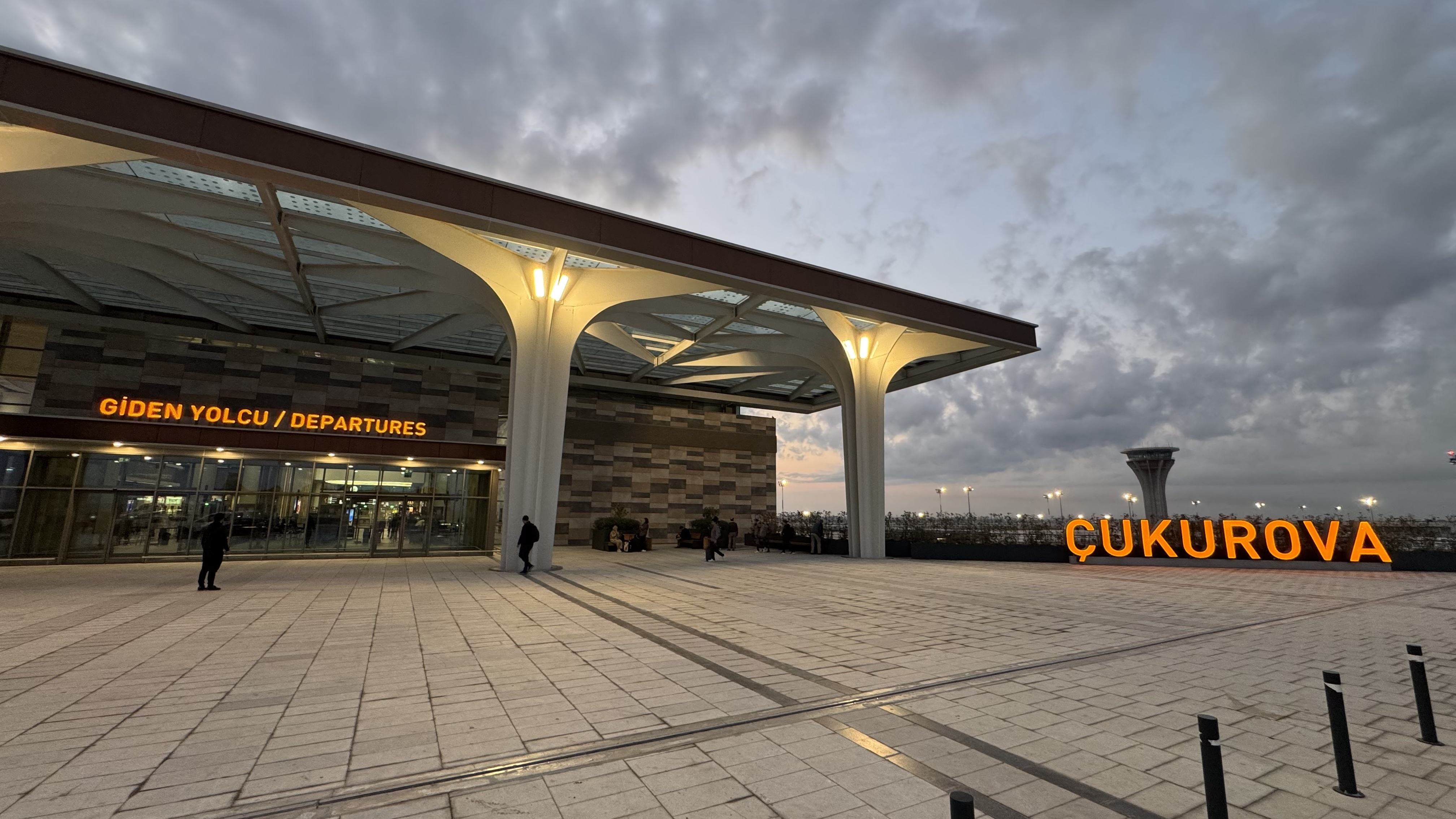
Mersin - Cukurova International Airport

Mersin - Cukurova International Airport

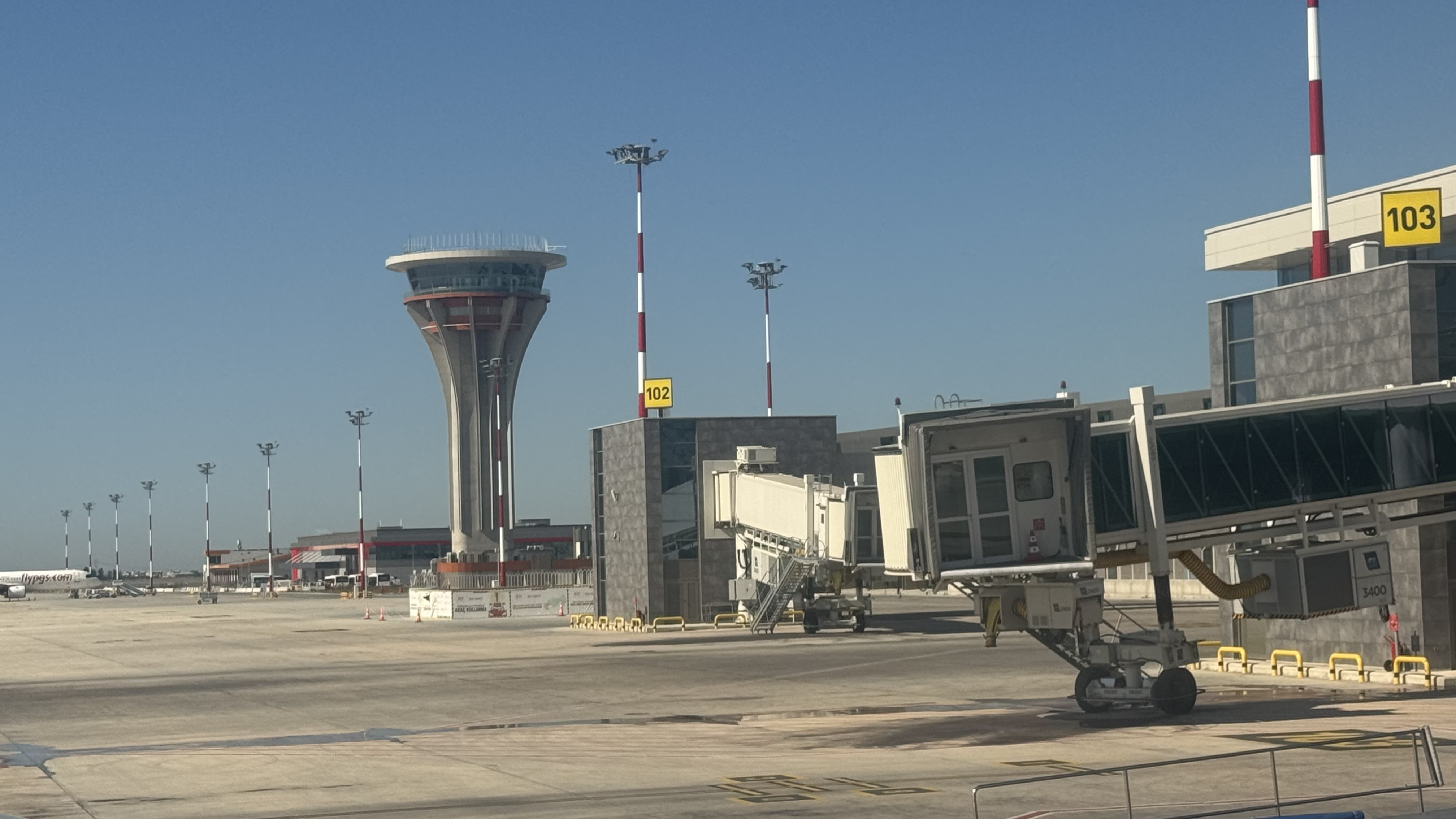
Mersin - Cukurova International Airport

El Aeropuerto Internacional de Çukurova (IATA: COV, OACI: LTDB) es un aeropuerto internacional situado en la provincia de Mersin, Turquía. Localizado dentro de los límites del distrito de Tarsus, el aeropuerto se encuentra a 15 km del centro del distrito, a 45 km del centro de la ciudad de Mersin y a 35 km de Adana. Aunque presta servicios a varias provincias cercanas, su principal función es fortalecer la conectividad aérea de Mersin y su entorno. Su nombre proviene de la histórica región de Çukurova, de la cual Mersin constituye una parte destacada. El propietario del aeropuerto es la Dirección General de Aeropuertos del Estado (DHMİ), mientras que su operación está a cargo de la empresa Favori Çukurova Airport Operation Joint Stock Company.

## Historia
La primera licitación para la construcción del aeropuerto se llevó a cabo el 15 de diciembre de 2011. El aeropuerto, ubicado estratégicamente en la provincia de Mersin, fue construido bajo el modelo de construcción-operación-transferencia (BOT) con un coste de 357 millones de euros y tiene un período de operación privada de 9 años, 10 meses y 10 días. Debido a la quiebra de la empresa contratista, se realizó una segunda licitación de construcción el 16 de mayo de 2016. Posteriormente, en marzo de 2018, se convocó una licitación adicional para las obras de superestructura.
Aunque los planes iniciales indicaban que la construcción finalizaría en marzo de 2022 y que la inauguración tendría lugar el 29 de octubre de 2022, el cronograma del proyecto se extendió y la fecha oficial de inauguración se actualizó al 10 de agosto de 2024. Durante la fase de construcción, el aeropuerto fue denominado Aeropuerto Internacional de Çukurova. Con la apertura del nuevo aeropuerto, el Aeropuerto de Şakirpaşa —ubicado en la provincia vecina de Adana— cerró sus operaciones de vuelos programados el 11 de agosto de 2024.

### Estructura
El Aeropuerto Internacional de Çukurova está construido sobre un terreno de 800 hectáreas a una altitud de 6 metros, dentro de los límites del distrito de Tarsus, en la provincia de Mersin. Según la clasificación de la Organización de Aviación Civil Internacional (OACI), el aeropuerto está certificado en la categoría CAT-II. Cuenta con dos edificios terminales: uno para pasajeros y otro para carga. La terminal de pasajeros tiene una superficie de 110.000 m² y una capacidad para 9 millones de pasajeros anuales. La superficie total construida del aeropuerto es de 214.180 m².
El aeropuerto dispone de una pista principal de 3.500 metros de longitud y 60 metros de ancho, además de una pista secundaria de igual longitud y 45 metros de ancho. Incluye dos calles de rodaje, un área de plataforma de 279.000 m² con capacidad para 48 aeronaves, y una plataforma de aviación general de 56.000 m² con capacidad para 21 aeronaves. La torre de control de tráfico aéreo destaca por su diseño en forma de árbol. El aeropuerto también ofrece un aparcamiento con capacidad para 1.477 vehículos.

## Carga aérea
El terminal de carga ubicado en el Aeropuerto Internacional de Çukurova entró en servicio en 2025. Situado dentro de los límites de la provincia de Mersin, el aeropuerto presta servicios logísticos de exportación principalmente a Mersin, así como a las provincias de Osmaniye, Adana, Niğde y Hatay en la región de Çukurova.[18]
Operado por Turkish Cargo, el terminal es el segundo más grande de carga aérea en Turquía. Tiene una capacidad anual de procesamiento de 25.000 toneladas y una estructura modular que permite futuras ampliaciones de capacidad. Las áreas de almacenamiento y recepción de mercancías abarcan una superficie de 11.000 m².
Desde este terminal se exportan productos de alto valor añadido, como vacunas animales, productos del mar, frutas y verduras frescas, flores cortadas, productos textiles y repuestos para barcos, a 112 países y 200 destinos. Aproximadamente el 44 % de la carga procesada corresponde a la categoría de carga especial, contribuyendo significativamente al volumen de comercio exterior de la región. 

## Aerolíneas y destinos
| Aerolíneas              | Destinos |
| ----------------------- | --- |
| Aeroflot                | Moscú-Sheremétievo |
| AJet                    | * Ankara - Beirut - Estambul-Sabiha Gökçen - Nicosia |
| Azerbaijan Airlines     | Estacional: Bakú |
| Corendon Airlines       | - Düsseldorf - Colonia/Bonn - Núremberg |
| Eurowings               | - Berlín - Düsseldorf - Hamburgo |
| Fly Kıbrıs Hava Yolları | Nicosia |
| Pegasus Airlines        | * Antalya - Düsseldorf - Estambul-Sabiha Gökçen - Esmirna - Milas/Bodrum - Nicosia - Trebisonda - Van |
| Qatar Airways           | Estacional: Doha |
| SunExpress              | Destinos regulares - Antalya - Bursa - Düsseldorf - Fráncfort - Esmirna - Samsun - Stuttgart - Trebisonda - Van Destinos estacionales - Ámsterdam - Berlín - Bruselas - Hannover - Londres-Stansted - Múnich |
| Turkish Airlines        | Estambul Estacional: Berlín |